# Walter Besant

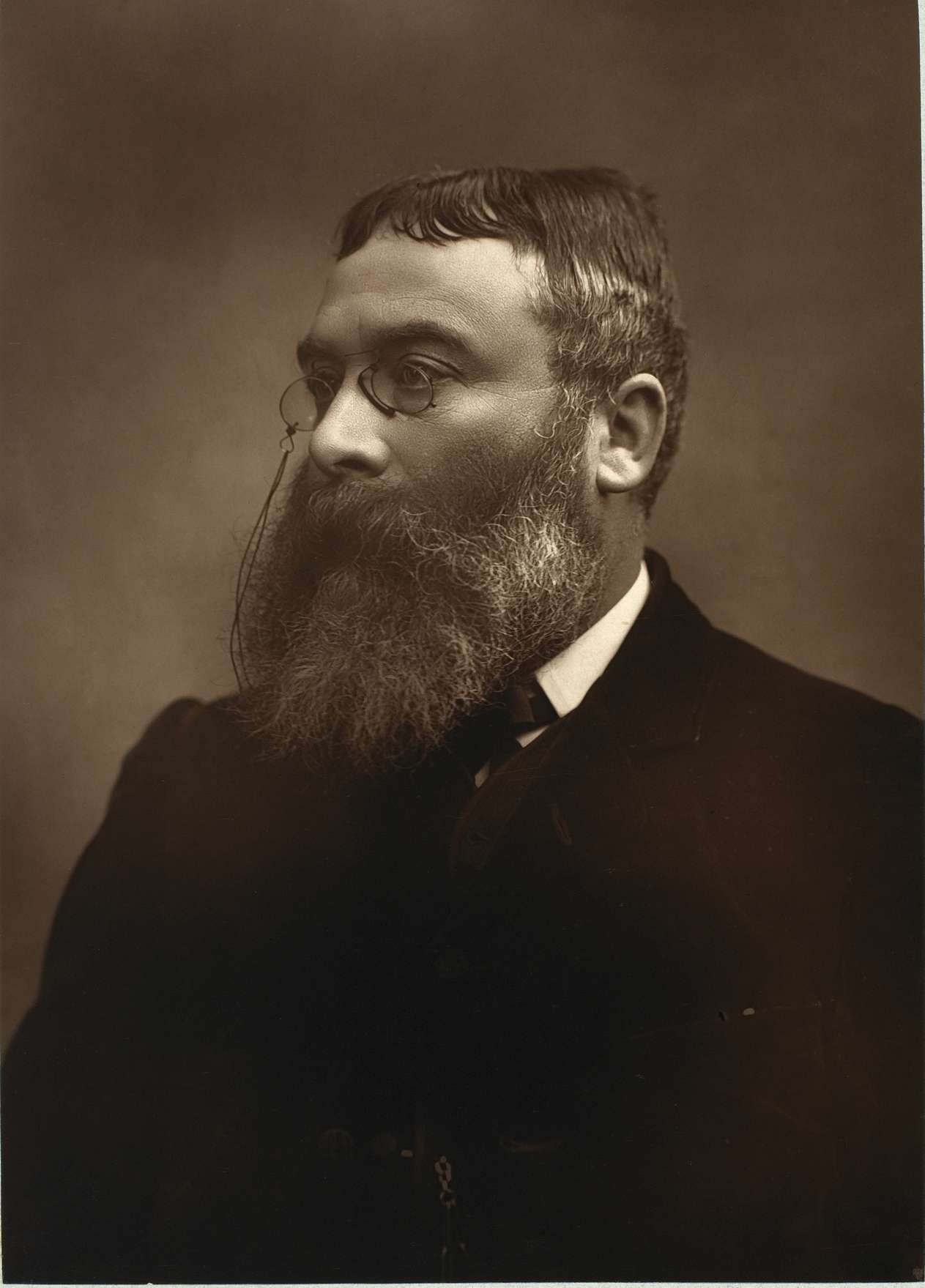
Walter Besant, door Barraud ca. 1880

Sir Walter Besant (Portsmouth, 4 augustus 1836 - Londen, 9 juni 1901) was een Brits auteur en geschiedkundige. Hij was tevens de zwager van Annie Besant.
- Biblioteca Nacional de España: XX1230654
- Bibliothèque nationale de France: cb12438619r (data)
- Catàleg d'autoritats de noms i títols de Catalunya: 981058530044806706
- CiNii: DA00659645
- Gemeinsame Normdatei: 11865862X
- International Standard Name Identifier: 0000 0000 8140 8489
- Library of Congress Control Number: n82206026
- Nationale Bibliotheek van Letland: 000128590
- Bibliotheek van het Japanse parlement: 00743228
- Nationale Bibliotheek van Tsjechië: xx0024146
- Nationale bibliotheek van Australië: 35018122
- Nationale Bibliotheek van Israël: 987007258673005171
- Nederlandse Thesaurus van Auteursnamen: 07115924X
- SNAC: w6057m5w
- Système universitaire de documentation: 033527601
- Trove: 792624
- Virtual International Authority File: 61640533
- WorldCat: E39PBJyGTcQbTHrvcxGKhxGyh3